# 약물에 대하여

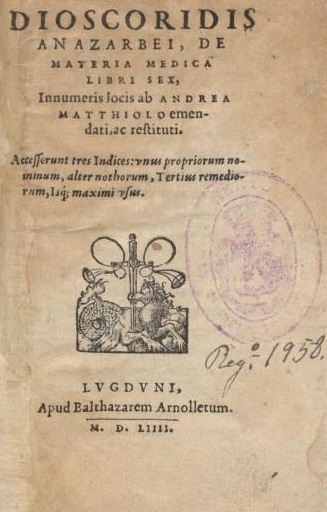

약물에 대하여(De materia medica, 그리스어 작품 Περὶ ὕlammetς ἰατρικῆς, Peri hulēs iatrikēs의 라틴어 이름, 둘 다 "의료 재료"를 의미함)는 약용식물과 그로부터 얻을 수 있는 의약품에 대한 약전이다. 5권으로 구성된 이 작품은 로마 군대의 그리스 의사인 페다니우스 디오스코리데스(Pedanius Dioscorides)가 서기 50년에서 70년 사이에 썼다. 이 책은 르네상스 시대에 개정된 약초로 대체될 때까지 1,500년 이상 널리 읽혀 모든 자연사와 약리학 서적 중 가장 오래 지속되는 책 중 하나가 되었다.
이 연구에서는 투구꽃속, 침향나무, 콜로신스, 콜키쿰, 사리풀, 아편, 해총 등 효과적인 것으로 알려진 많은 약물에 대해 설명한다. 전체적으로 약 600종의 식물과 일부 동물, 광물, 그리고 이들로 만든 약 1000종의 의약품이 포함되어 있다.
약물에 대하여는 중세 기간 동안 그리스어, 라틴어, 아랍어로 손으로 복사한 그림 사본으로 배포되었다. 디오스코리데스의 저서는 16세기부터 이탈리아어, 독일어, 스페인어, 프랑스어로 번역되었고, 1655년에는 영어로 번역되었다. 이는 여러 남성(Leonhart Fuchs, Valerius Cordus, Lobelius, Rembert Dodoens, Carolus Clusius, John Gerard, William Turner 등)에 의해 이러한 언어로 된 약초의 기초를 형성했다. 점차적으로 이러한 약초에는 점점 더 직접적인 관찰이 포함되어 고전 텍스트를 보완하고 결국 대체했다.
약물에 대하여의 여러 사본과 초기 인쇄본이 남아 있으며, 6세기 콘스탄티노플에서 그리스어 원본으로 작성된 삽화가 포함된 비엔나 디오스쿠리데스(Vienna Dioscurides) 사본을 포함한다. 이 책은 그곳에서 비잔틴인들이 천년 넘게 병원의 텍스트로 사용했다. 아서 힐 경(Sir Arthur Hill)은 1934년 아토스 산에서 한 수도사가 여전히 디오스코리데스의 사본을 사용하여 식물을 식별하는 것을 보았다.